# Chironico
Chironico (in dialetto locale Ciróni) è una frazione di 388 abitanti del comune svizzero di Faido, nel Canton Ticino (distretto di Leventina).

## Geografia fisica

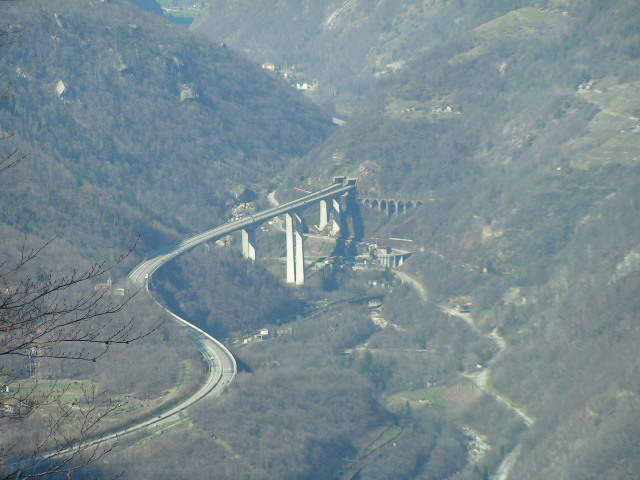
Le gole della Biaschina

Il villaggio sorge su un altipiano nel versante destro della Val Leventina. Il territorio si estende dalle gole della Biaschina (450 m s.l.m.) al Campo Tencia (3 072 m s.l.m.). Il nucleo abitato principale è stato eretto su una frana preistorica staccata dal versante opposto che ostruì completamente il fondovalle. Il fiume Ticino ne ha eroso la parte orientale, creando le gole della Biaschina.
Il territorio comprende diverse località: Nivo sul fiume Ticino, Grumo sullo stesso pianoro del comune, Cala, Doro, Olina, Osadigo e Chiesso, nella valle formata dal fiume Ticino, che è la principale valle di Chironico, Gribbio sorto in una conca su un versante del Pizzo Forno.

## Storia
Era la principale stazione di sosta dell'antica mulattiera che partendo da Giornico, portava al passo del San Gottardo, permettendo di evitare le gole della Biaschina. Fu sede di una vicinia e nelle vicinanze sono sorti insediamenti a economia rurale e religiosa: Cala (con l'oratorio di San Bernardo attestato nel 1351), Doro, Chiesso, Gribbio (con l'oratorio di Sant'Ambrogio, attestato nel 1361, poi intitolato ai Santi Sebastiano e Rocco), Olina e Osadigo.

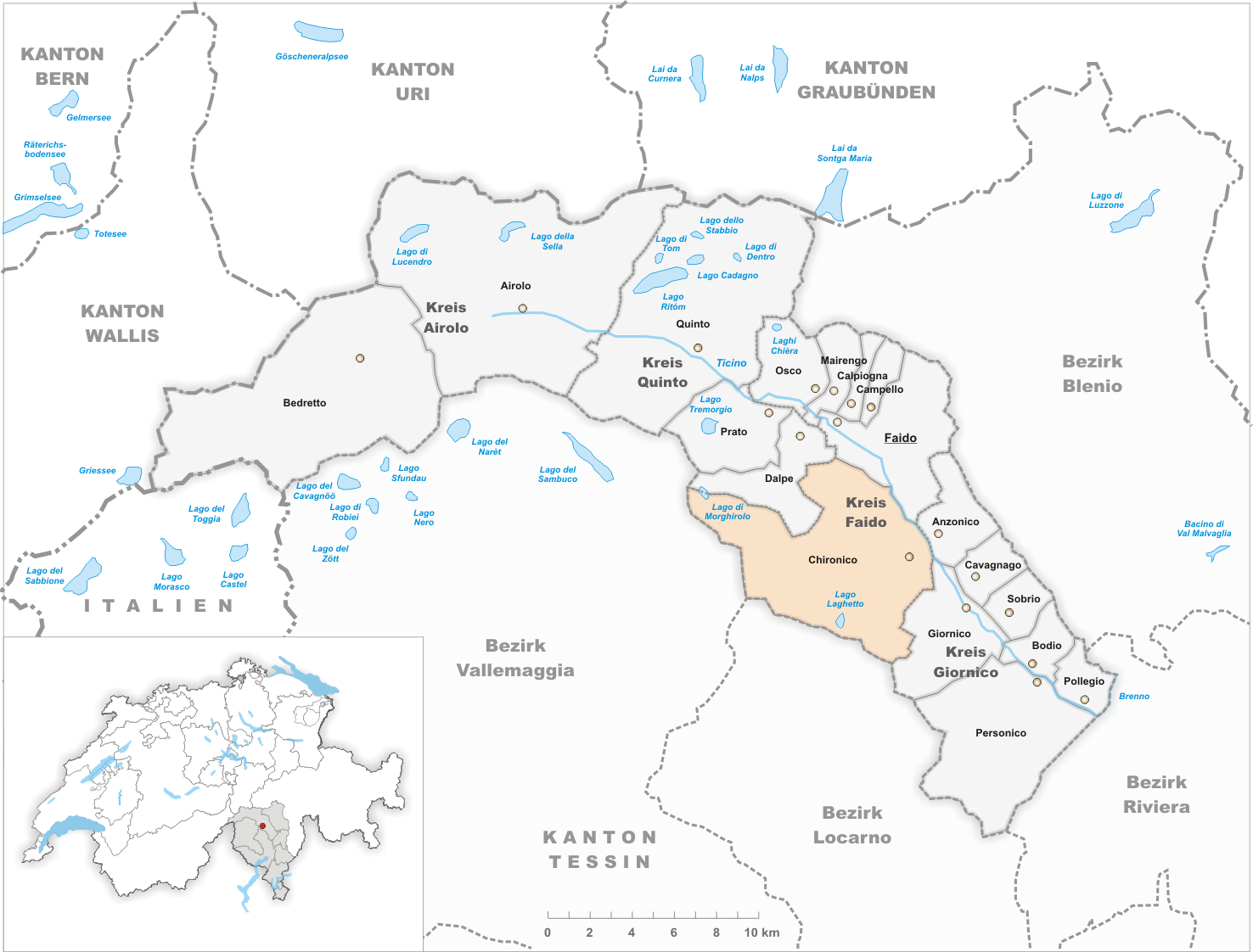
Il territorio del comune di Chironico prima degli accorpamenti comunali del 2012

Già comune autonomo che si estendeva per 57,7 km², nel 2012 è stato accorpato al comune di Faido assieme agli altri comuni soppressi di Anzonico, Calpiogna, Campello, Cavagnago, Mairengo e Osco. La fusione è stata decisa con la votazione popolare del 25 settembre 2011.

## Monumenti e luoghi d'interesse

### Architetture religiose

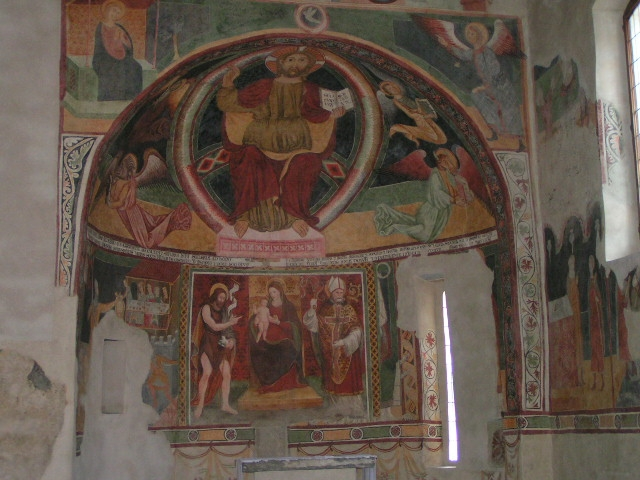
Affreschi nella chiesetta di Sant'Ambrogio

- Chiesetta di Sant'Ambrogio, con affreschi medioevali[1];
- Chiesa parrocchiale di San Maurizio,[4] medievale, con un Martirologio[1];
- Oratorio di San Carlo Borromeo, forse del XVII secolo[senza fonte];
- Oratorio di San Gottardo in località Nivo, attestato nel 1567, in stile barocco[senza fonte];
- Oratorio della Madonna della Salute in località Rotondo[senza fonte];
- Oratorio di San Rocco in località Gribbio[senza fonte];
- Oratorio di San Pietro in località Chiesso[senza fonte];
- Oratorio di Sant'Antonio da Padova in località Olina[senza fonte];
- Oratorio di San Giovanni Battista in località Doro[senza fonte];
- Oratorio di San Bernardo di Chiaravalle in località Cala[senza fonte];
- Oratorio di San Bartolomeo in località Osadigo[senza fonte];
- Dieci cappelle votive sparse nel territorio[senza fonte].

### Architetture civili
- Torre dei Pedrini[4], nel centro di Chironico, una costruzione residenziale a sei piani a pianta quadrata con tipico tetto di montagna a due falde[senza fonte]; fu costruita nella prima metà del XIII secolo[1] ma l'ultimo piano fu sopraelevato successivamente[senza fonte];
- Palazzina, imponente costruzione con facciate dipinte dai pittori-decoratori locali Giuseppe e Camillo Dazzi[senza fonte];
- Centrale elettrica del Piottino in località Nivo (1928-1932). L'architetto fu Giovanni Greppi di Milano, che scelse per la costruzione lo stile lombardo; la struttura dei muri è in pietra, gli abbellimenti e il tetto sono in cotto, la facciata era stata decorata a pittura da Emilio Ferrazzini e poi ritoccata[senza fonte];
- Riparo valangario in località Sciengio, del 1878, primo progetto di riparo dalle valanghe[5].

### Aree naturali
- Laghetto alpino di Chironico, artificiale; è un bacino d'accumulazione idroelettrico[6].

## Società

### Evoluzione demografica
L'evoluzione demografica è riportata nella seguente tabella:
Abitanti censiti

## Amministrazione
Ogni famiglia originaria del luogo fa parte del cosiddetto comune patriziale e ha la responsabilità della manutenzione di ogni bene ricadente all'interno dei confini della frazione. Il comune patriziale generale è composto dalla degagna di Cala (alpe Cala a 1 467 m s.l.m.), dai patriziati di Gribbio (alpe Croslina, alpe Piota a 1 680 m s.l.m. in valle Piumogna), di Doro-Chiesso-Olina e di Osadigo e dal vicinato di Nivo e amministrano le risorse naturali indivise della comunità.

## Sport
Nei pressi del paese si trova un rilevante sito d'arrampicata di bouldering in gneiss granitico, che presenta oltre mille vie di salita. Sono mete di escursionismo alpino la capanna Cantina Vecchia, nella valle d'Usèdi (1 812 m s.l.m.), la capanna Alpe Sponda (1 770 m s.l.m.) e il rifugio Laghetto Chironico nella valle di Chironico (1 997 m s.l.m.).